# Poeti preneoterici
I poeti preneoterici sono gli esponenti di un circolo letterario sorto a Roma alla fine del II secolo a.C. intorno alla figura di Lutazio Catulo. Il maggior merito ad essi riconosciuto è quello di avere per la prima volta introdotto a Roma la lirica, ispirandosi al contemporaneo modello ellenistico. Il loro nome trae origine dal fatto che essi sono stati i precursori del successivo movimento neoterico, da cui "pre-" "neoterici" (prima dei neoterici).

## Origini e caratteristiche
Da un punto di vista sociologico l'origine del movimento preneoterico è legata alla grande diffusione che la lirica ellenistica ebbe in quel periodo a Roma e all'interesse che i letterati romani dimostravano nei suoi confronti. Inoltre la situazione di crisi sociale ed economica, che in quel periodo iniziava ad acuirsi, determinò una sfiducia nelle istituzioni e una situazione di malcontento riscontrabile nei preneoterici e successivamente anche nei neoterici. I poeti preneoterici infatti produssero componimenti di ispirazione ellenistica caratterizzati da maggiore leggerezza, soggettività e raffinatezza, contrapponendosi alla più antica produzione celebrativa della storia e della grandezza di Roma. Inoltre il destinatario dei componimenti non era più l'intera comunità cittadina, ma una ristretta cerchia di amici. Già fin da ora, ma soprattutto negli anni successivi con i neoterici, il poeta inizia a sottrarsi dall'impegno politico e a dedicarsi completamente all'otium. Notevole da parte di questi poeti fu anche la sperimentazione linguistica (Levio, ad esempio, scrisse dei carmina figurata, ossia dei veri e propri calligrammi).

## Principali esponenti
Oltre allo stesso Lutazio Catulo, altri importanti esponenti della cerchia dei preneoterici furono Valerio Edituo e Porcio Licino, dei quali rimangono soltanto pochi frammenti, e Levio, già citato in precedenza, al quale i grammatici attribuiscono almeno sei libri di Erotopaegnia e diversi poemetti mitologici in metri vari.